# Ogólnopolski Festiwal Chórów Akademickich „Vivat Academia”
Ogólnopolski Festiwal Chórów Akademickich „Vivat Academia” (do 2017: Mazowiecki Festiwal Chórów Akademickich „Vivat Academia”) – festiwal muzyczny o charakterze konkursowym, organizowany co dwa lata od 2007 przez Chór Akademicki Politechniki Warszawskiej oraz Niezależne Zrzeszenie Studentów Politechniki Warszawskiej. Odbywa się w Małej Auli Politechniki Warszawskiej.
Od szóstej edycji w 2017 r. Festiwal „Vivat Academia” ma zasięg ogólnopolski. Wcześniej był otwarty tylko dla chórów akademickich regionu Mazowsza.

## Laureaci
- 2007
  - Chór Akademicki Szkoły Głównej Handlowej w Warszawie, pod kierownictwem Tomasza Hynka - Grand Prix
  - Chór Szkoły Wyższej Psychologii Społecznej w Warszawie, pod kierownictwem Ewy Mackiewicz - Złoty dyplom
- 2009
  - Chór Akademicki Uniwersytetu Warszawskiego, pod kierownictwem Iriny Bogdanovich - Grand Prix
  - Chór Akademicki SGGW, pod kierownictwem Michała Dąbrowskiego - Złoty Dyplom
- 2011
  - Chór Uniwersytetu Kardynała Stefana Wyszyńskiego, pod dyrekcją Michała Sławeckiego - Grand Prix
  - Chór Kameralny KameLeon Akademii Leona Koźmińskiego, pod dyrekcją Katarzyny Bonieckiej - Złoty Dyplom
- 2013
  - Chór Szkoły Głównej Handlowej, pod dyrekcją Tomasza Hynka - Grand Prix
  - Chór Uniwersytetu Kardynała Stefana Wyszyńskiego, pod dyrekcją Michała Sławeckiego - Złoty Dyplom
- 2015
  - Chór Akademicki Uniwersytetu Warszawskiego, pod kierownictwem Iriny Bogdanovich - Grand Prix
  - Chór Kameralny SGGW, pod kierownictwem Joanny Malugi - Złoty Dyplom
- 2017
  - Chór Feichtinum Akademii Muzycznej im. Karola Lipińskiego we Wrocławiu, pod dyrekcją Artura Wróbla - Grand Prix
  - Chór Akademicki Uniwersytetu Jagiellońskiego Camerata Jagellonica, pod dyrekcją Janusza Wierzgacza - Złoty Dyplom